# Isatis deserti
Isatis deserti är en korsblommig växtart som först beskrevs av Nikolaj Adolfovitj Busj, och fick sitt nu gällande namn av Vera Viktorovna Botschantzeva. Isatis deserti ingår i släktet vejdar, och familjen korsblommiga växter. Inga underarter finns listade i Catalogue of Life.